# 브리짓 존스의 일기
《브리짓 존스의 일기》(Bridget Jones's Diary)는 1996년 발행된 헬렌 필딩의 소설이다.